# Pfarrkirche Münsteuer

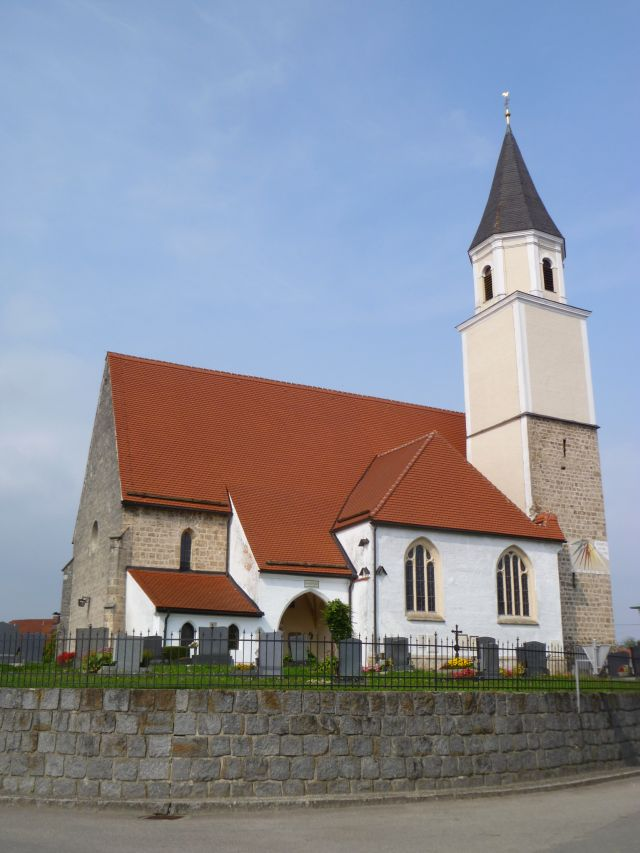
Kath. Pfarrkirche Hll. Peter und Paul in Münsteuer

Die Pfarrkirche Münsteuer steht im Weiler Münsteuer in der Katastralgemeinde Hart in der Marktgemeinde Reichersberg in Oberösterreich. Die römisch-katholische Pfarrkirche zu den hll. Petrus und Paulus – dem Stift Reichersberg inkorporiert – gehört zum Dekanat Altheim in der Diözese Linz, das Patroziniumsfest wird am 29. Juni, Peter und Paul, begangen. Die Kirche und der Friedhof stehen unter Denkmalschutz.

## Geschichte
Eine Kirche im Ort wurde 1084 erstmals urkundlich genannt. Der gotische Kirchenbau aus Tuffstein wurde von 1456 bis 1458 erbaut. Marienkapelle und Sakristei wurden im Anfang des 16. Jahrhunderts angebaut.

## Architektur
Das einschiffige, vierjochige und netzrippengewölbte Langhaus hat halb eingezogene Strebepfeiler. Der leicht eingezogene zweijochige und netzrippengewölbte Chor hat einen Fünfachtelschluss. Die dreiachsige Westempore hat Kielbogen und ein Netzrippengewölbe. Die zweijochige und sternrippengewölbte südliche Marienkapelle mit spätgotischen Fenstern mit Rundbogen und die gotische Sakristei wurden im Anfang des 16. Jahrhunderts angebaut. Der Turm im südlichen Chorwinkel wurde oben in ein Achteck übergeführt und trägt einen Spitzhelm. Das spätgotische rundbogige Südportal hat eine sternrippengewölbte Vorhalle. Das verstäbte schulterbogige Sakristeiportal hat Türen mit reichen gotischen Beschlägen.

## Ausstattung

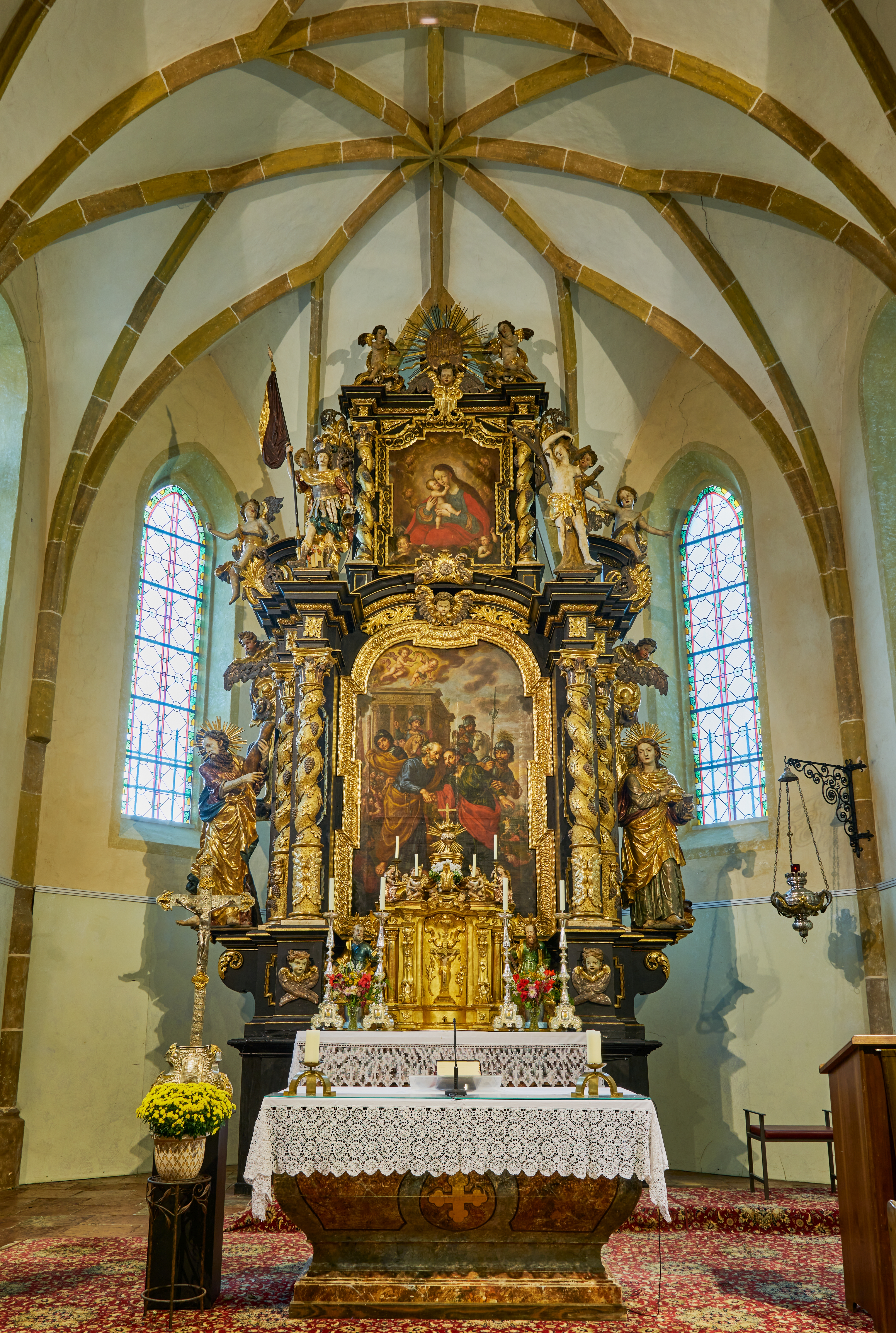
Hochaltar von Thomas Schwanthaler

Den bemerkenswerten Hochaltar schuf Thomas Schwanthaler 1686, das Altarbild wohl Jakob Vogl. Der Hochaltar wurde 1924 restauriert. Die Seitenaltäre aus dem Jahr 1690 wurden 1787 aus der in diesem Jahr profanierten Pfarrkirche Reichersberg hierher übertragen, die Pfarrkirche Reichersberg 1820 demoliert.

## Orgel

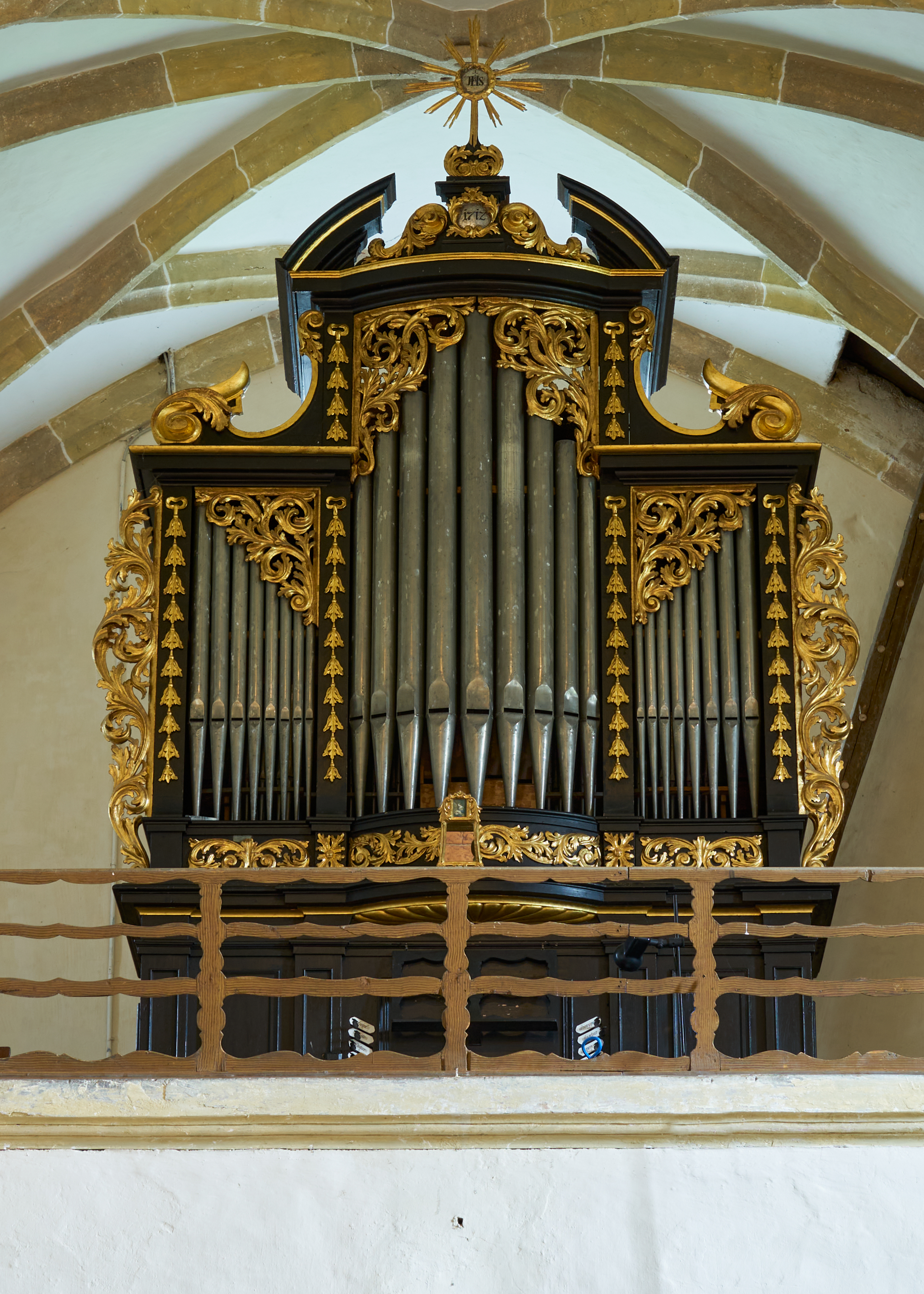
J.Ch. Egedacher-Orgel von 1712

Die Orgel wurde 1712 für die, 1820 abgerissene, Pfarrkirche Reichersberg angeschafft, Erbauer war Hoforgelmacher Johann Christoph Egedacher aus Salzburg. Egedacher signierte das Instrument an der Innenseite des Vorsatzbrettes, unterhalb des mittleren Prospektfeldes. Die Pfarrkirche Reichersberg wurde im Zuge der Reformen Kaiser Joseph des II. profaniert. Das Kreisamt bewilligte am 24. März 1787 die Umsetzung verschiedener Einrichtungsgegenstände der aufgelösten Kirche an die Pfarrkirche Münsteuer, unter anderem die Egedacher-Orgel.
Eine Reparatur der Orgel ist für 1862 dokumentiert und betraf die Pedalkoppel. 1954 wurde das Instrument durch Johann Pirchner restauriert, der eine neue Flöte 4' einbaute, die aber anlässlich einer weiteren Restaurierung durch Romano H. Zölss (Frankenau, AUT) 1990/91 erneuert wurde. 2001 ließ man das Instrument, das als das am besten erhaltene von Johann Christoph Egedacher gilt, von Bernhardt Edskes nachintonieren.

### Disposition
| Manual: 45 Tasten C–c3 (Kurze Oktav) |    |
| Prinzipal                            | 8' |
| Copl                                 | 8' |
| Octav                                | 4' |
| Flöte                                | 4' |
| Qinte                                | 3' |
| Superoktav                           | 2' |
| Mixtur II                            |    |

| Pedal: 16 Tasten C–g0 |     |
| Sub-Bass              | 16' |

Anmerkungen
1. ↑  Kurze große Oktav, Tasten repetieren aus 12 Tönen, auf Taste g0 klingt gis0